# Kingsford Smith International Airport
Kingsford Smith International Airport of Sydney Airport (IATA: SYD, ICAO: YSSY) is de internationale luchthaven van Sydney, de grootste stad van Australië. Het is de drukste luchthaven in Oceanië, met jaarlijks meer dan 44 miljoen passagiers (2019) die er gebruik van maken.
Het vliegveld werd geopend in 1920 en is daarmee een van de oudste luchthavens van de wereld. Het is vernoemd naar de Australische luchtvaartpionier Charles Kingsford Smith (1897-1935). De luchthaven ligt ten noorden Botany Bay; het beschikt over drie landingsbanen. Hiervan is er één oost-west georiënteerd en twee noord-zuid.

## Luchtvaartmaatschappijen en Bestemmingen
- Aerolíneas Argentinas - Auckland, Buenos Aires-Ezeiza
- Aeropelican Air Services - Cooma (Snowy Mountains), Mudgee, Narrabri, Newcastle
- Aircalin - Nouméa-La Tontouta
- Air Austral - Nouméa-La Tontouta, Parijs-Charles de Gaulle, Saint-Denis de la Réunion
- Air Canada - Toronto-Pearson, Vancouver
- Air China - Peking-Capital, Shanghai-Pudong
- Air India - Delhi
- Air Mauritius - Mauritius
- Air New Zealand - Auckland, Christchurch, Queenstown, Rotorua, Wellington; Dunedin, Rarotonga (seizoensgebonden)
- Air Niugini - Port Moresby
- Air Pacific - Nadi
- Air Vanuatu - Port Vila
- All Nippon Airways - Tokyo-Haneda
- Asiana Airlines - Seoel-Incheon
- Brindabella Airlines - Cobar
- British Airways - Bangkok-Suvarnabhumi, Londen-Heathrow, Singapore
- Cathay Pacific - Hong Kong
- China Airlines - Taipei-Taoyuan
- China Eastern Airlines - Shanghai-Pudong
- China Southern Airlines - Guangzhou
- Delta Air Lines - Los Angeles
- Emirates - Auckland, Bangkok-Suvarnabhumi, Christchurch, Dubai
- Etihad Airways - Abu Dhabi
- Garuda Indonesia - Denpasar/Bali, Jakarta
- Hainan Airlines - Hangzhou, Shenzhen
- Hawaiian Airlines - Honolulu
- Japan Airlines - Tokio-Narita
- Jetstar Airways - Auckland, Christchurch, Denpasar/Bali, Gold Coast, Honolulu, Melbourne, Nadi, Osaka, Phuket, Adelaide, Avalon, Ballina, Brisbane, Cairns, Darwin, Gold Coast, Hamilton Island, Ho Chi Minh City, Hobart, Launceston, Manilla, Melbourne, Perth, Sunshine Coast, Townsville
- Koninklijke Luchtvaart Maatschappij - Vloog vanaf Schiphol op Australië, gestaakt wegens hoge kosten.
- Korean Air - Seoel-Incheon
- LAN Airlines - Auckland, Santiago de Chile
- Malaysia Airlines - Kuala Lumpur
- Norfolk Air (uitgevoerd door Our Airline) - Norfolk Island
- Philippine Airlines - Manilla
- Polynesian Blue - Apia
- Qantas - Adelaide, Auckland, Bangkok-Suvarnabhumi, Brisbane, Christchurch, Dallas/Fort Worth, Dubai, Hong Kong, Honolulu, Jakarta, Johannesburg, Los Angeles, Londen-Heathrow, Manilla, New York-JFK, Nouméa-La Tontouta, Queenstown, San Francisco, Santiago, Shanghai-Pudong, Singapore, Tokio-Haneda, Tokio-Narita, Vancouver, Adelaide, Alice Springs, Ayers Rock/Uluru, Brisbane, Cairns, Canberra, Darwin, Hobart, Karratha, Melbourne, Perth; Broome (seizoensgebonden)
- Qantas (uitgevoerd door Jetconnect) - Auckland, Wellington
- Qantas (uitgevoerd door QantasLink) - Albury, Armidale, Canberra, Coffs Harbour, Dubbo, Lord Howe Island, Moree, Port Macquarie, Tamworth, Wagga Wagga; Mount Hotham (seizoensgebonden)
- Regional Express Airlines - Albury, Ballina, Bathurst, Broken Hill, Dubbo, Grafton, Griffith, Lismore, Merimbula, Moruya, Narrandera, Orange, Parkes, Taree, Wagga Wagga
- Singapore Airlines - Singapore
- Thai Airways International - Bangkok-Suvarnabhumi
- United Airlines - Los Angeles, San Francisco
- Vietnam Airlines - Hanoi, Ho Chi Minh City
- V Australia - Abu Dhabi, Los Angeles
- Virgin Atlantic Airways - Hong Kong, Londen-Heathrow
- Virgin Blue - Adelaide, Albury, Ayers Rock/Uluru, Ballina, Brisbane, Cairns, Canberra, Coffs Harbour, Gold Coast, Hamilton Island, Hervey Bay, Hobart, Launceston, Mackay, Melbourne, Perth, Port Macquarie, Rockhampton, Sunshine Coast, Townsville
- Virgin Blue (uitgevoerd door Pacific Blue) - Auckland, Christchurch, Denpasar/Bali, Nadi, Nuku'alofa, Port Vila, Queenstown, Wellington